# Роттердамская консерватория
Роттердамская консерватория (нидерл. Rotterdams Conservatorium) — нидерландская консерватория, расположенная в Роттердаме. Основана в 1930 году путём слияния нескольких работавших в городе музыкальных лицеев, среди которых ведущую роль играл лицей Виллема Фельцера. В настоящее время организационно является одной из трёх составных частей роттердамской Высшей школы искусств.
Роттердамская консерватория особенно известна как центр изучения и преподавания «музыки народов мира» (англ. world music).

## Директора консерватории
- Виллем Пейпер (1930—1947)
- Георг Стам (1956—1958)
- Джон Флоре (1983—1995)
- Георг Вигел (2002—2008)

## Известные преподаватели
- Хенк Бадингс
- Петер Ян Вагеманс
- Зиновий Винников
- Оскар ван Диллен
- Жак Зун
- Й.М.Смитс ван Васберге

## Известные выпускники
- Кеес ван Барен